# Higašimurajama
Higašimurajama (japonsky 東村山市) je město v prefektuře Tokio v Japonsku. V roce 2017 mělo bezmála 150 000 obyvatel.

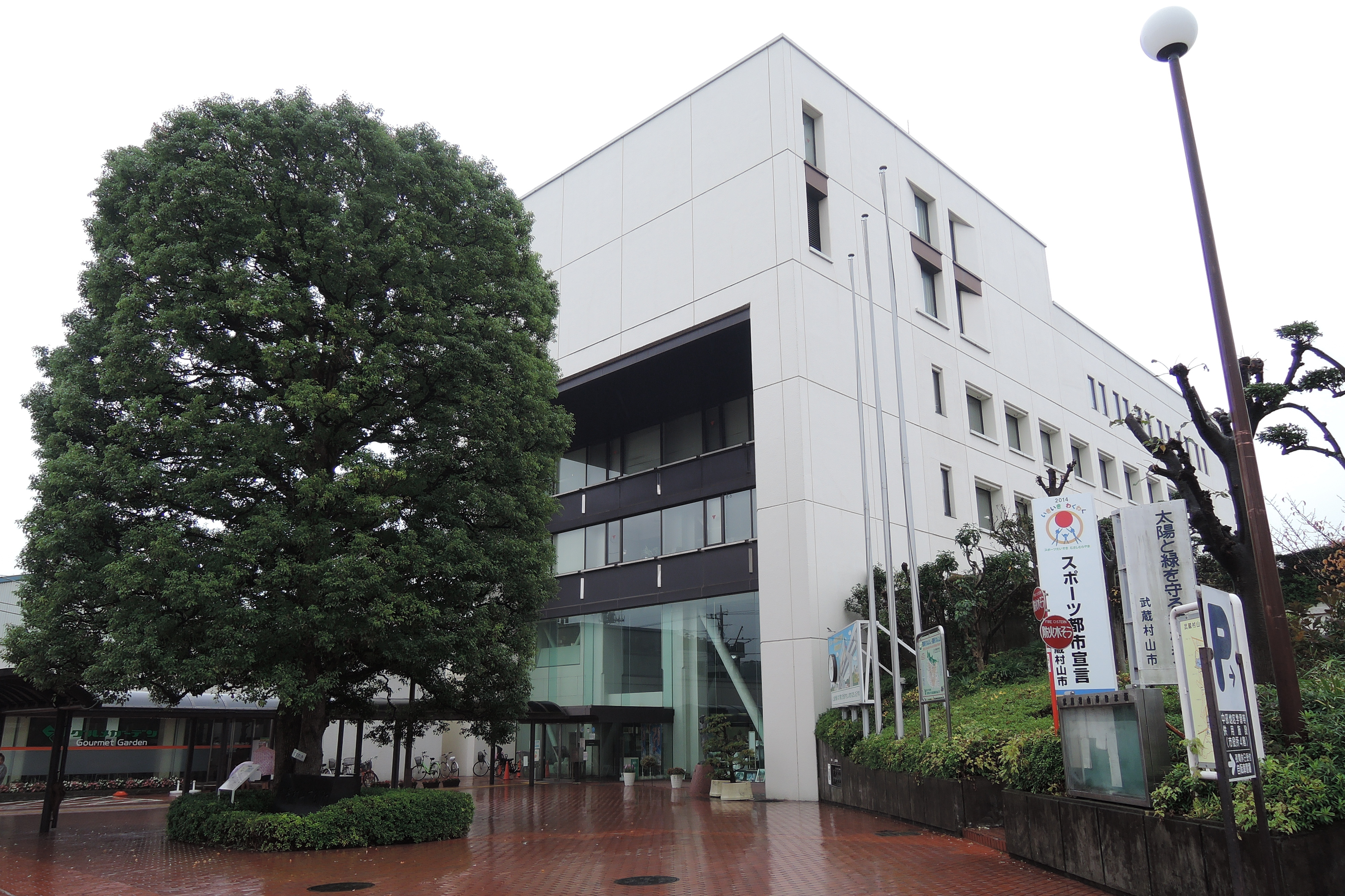
Radnice Musašimurajamy

## Poloha a doprava
Higašimurajama leží na ostrově Honšú v západní části Tokia v prefektuře Tokio v oblasti Kantó. Na západě sousedí s Higašijamatem, na jihu s Kodairou, na jihovýchodě s Higašikurume, na severovýchodě s Kijose a na severu s Tokorozawou, která náleží sousední prefektuře Saitama.
Vlakové spojení je zde ve dvou směrech: na Tokorozawu a Ikebukuro a na Šindžuku a Kawagoe.

## Historie
Tato oblast byla osídlena už za japonského paleolitu a byly zde nalezeny pozůstky z období Džómon, Jajoi a Kofun. V období Nara byla tato oblst součástí provincie Musaši. Roce 1333 v období Kamakura se zde odehrála bitva na Kumegawě.

## Partnerská města
- Kašiwazaki, Japonsko
- Independence, Spojené sttáty americké
- Suzhou, Čína

## Rodáci
- Šóji Sató (* 1982), badmintonista
- Rie Azamiová (* 1989) – fotbalistka